# 直良有佑
直良有佑（1971年1月9日—），出生于日本岛根县出雲市，是就职于史克威尔艾尼克斯（原史克威尔）的电子游戏艺术总监与角色设计师。他担任数部最终幻想作品和最终幻想VII补完计划的艺术总监。他还是代码世纪系列的制作人。
2016年10月1日，直良有佑在Twitter上表示自己已于9月30日退社，离开了已经工作24年的公司。

## 游戏制作
直良用了三年时间创作《代码世纪 指挥官们》，名为“War Head”的小组与他合作开发这个项目。游戏和最终幻想不同，采用全新构思，并可能制作为PlayStation 2游戏、漫画和手机游戏。一些图画由直良本人完成。为了模拟双手战斗的性质，战斗动用了多个按键。游戏设计是要吸引西方对游戏定制的渴望。
直良注意到了畅销的《辐射3》以及日式和西式RPG日渐增长的差异。他着手比较两种风格以吸引两类玩家。直良“从头开始”开发《最后的神迹》来吸引日式和西式两方玩家，并对美国人游戏渴望和口味进行广泛客户研究。
直良是《最终幻想 零式》2006年时的3名职员之一，但因着手《核心危机 -最终幻想VII-》工作，《零式》直到2008年在开始开发，甚至因为《第三次生日》到2009年才完全进入工作。直良负责城镇设计和主游戏图形部分的开发。这是他工作时间最长的单个游戏。
直良还是网页游戏《Crystal Conquest》的艺术总监。

## 游戏作品
- V-V（1993年）－艺术总监
- 最终幻想VI（1994年）－场景图形设计
- 时空之轮（1995年）－场景图形设计
- 世界之财宝（1996年）－视觉设计
- 最终幻想VII（1997年）－艺术总监
- 最终幻想VIII（1999年）－艺术总监
- 放浪冒险谭（2000年）－附件设计（CGI开场电影）
- 保镖（2000年）－艺术监督
- 最终幻想X（2001年）－艺术总监
- 无限沙加（2002年）－艺术总监
- 前线任务4（2003年）－角色设计
- 危机之前 -最终幻想VII--（2004年）－艺术总监
- 浪漫沙加 吟游诗人之歌（2005年）－艺术总监
- 最终幻想VII 降临之子（2005年）－艺术总监
- 代码世纪 指挥官们（2005年）－制作人、艺术总监、剧情
- 代码世纪 Brawls（2005年）－制作人、艺术总监、剧情
- 前线任务5 战争伤痕（2005年）－角色设计
- 地狱犬的挽歌 最终幻想VII（2006年）－艺术监督
- 核心危机 最终幻想VII（2007年）－艺术监督
- 歌之召唤着 无名英雄（2008年）－角色设计
- 最后的神迹（2008年）－美工制作人、角色设计
- 四狂神战记（2010年）－角色设计
- 混沌之戒（2010年）－角色设计
- 混沌之戒Omega（2011年）－角色设计
- 混沌之戒II（2011年）－角色设计
- 最终幻想 零式（2011年）－艺术总监
- 最终幻想XV (2016年) - 艺术总监